# Thyridanthrax anomalus
Thyridanthrax anomalus är en tvåvingeart som beskrevs av Greathead 1980. Thyridanthrax anomalus ingår i släktet Thyridanthrax och familjen svävflugor.
Artens utbredningsområde är Saudiarabien. Inga underarter finns listade i Catalogue of Life.